# Albergo Croce di Malta (La Spezia)
L'albergo Croce di Malta è un palazzo storico italiano situato a La Spezia.

## La prima storica sede
Nel 1840 il marchese Giovanni Angelo Da Passano fece costruire alla Spezia dall'architetto Felice Orsolini un elegante edificio  adibito ad albergo nel 1849.
L'elegante architettura si sviluppa su due piani oltre il piano terreno, con le facciate scandite da paraste, finestre con timpani e coronamento al bordo del tetto.

La facciata, rivolta verso il mare, aveva l'ingresso dall'odierna via Don Minzoni (all'epoca denominata via principe Amedeo), mentre la fronte nord dell'edificio prospetta tuttora sull'odierna via Chiodo di cui interrompe la sequenza dei portici.
L'albergo Croce di Malta, dai raffinati arredi e le ricche decorazioni, era fiancheggiato da due palazzine simmetriche, una delle quali era adibita a stabilimento balneare, l'altra a scuderia.
Frequentato da viaggiatori e da turisti, dal 1853 l'albergo cominciò ad ospitare anche la regina Maria Adelaide con i figli e altri membri della famiglia reale sabauda.
Il palazzo mantenne la sua funzione per decenni, fino a quando, nel 1873, l'albergo Croce di Malta fu trasferito nella nuova e più ampia sede.
L'edificio tuttavia continuò ancora per decenni la sua funzione alberghiera con la nuova denominazione di Albergo d'Italia. 
Dopo varie vicende l'edificio originario centrale è oggi proprietà di una Fondazione bancaria che, dopo averne curato il restauro, lo ha adibito a sede di eventi culturali.

## La seconda sede
Divenuto insufficiente, nel 1873 l'hotel Croce di Malta trovò poco lontano una nuova e più moderna sede in un edificio appena costruito nell'odierno viale Mazzini, prospiciente i Giardini pubblici che nel frattempo erano stati creati sul fronte del mare. Inizialmente lo stabile  era composto da tre piani , successivamente vennero aggiunti altri due piani.
Molto lussuoso e in linea con il gusto del tempo è stato a lungo il principale albergo cittadino, frequentato da numerose illustri personalità della politica, della cultura e dell'arte. L'edificio   durante la seconda guerra mondiale fu colpito da una bomba che distrusse il lato occidentale e ne compromise parzialmente la stabilità.
Più tardi le mutate vicende economiche del secondo dopoguerra ne comportarono la chiusura e la sua conversione a residenza per appartamenti. Venne infatti    restaurato per essere adibito ad uso abitativo. Attorno al palazzo venne  edificata  su tre lati  una  grande terrazza che prese il posto dell'antico dehor, al di sotto della quale  vennero  ricavati appartamenti ad uso ufficio. Sul tetto venne  edificato un attico ad uso abitativo.